# Rafael Conde de Saro
Rafael Conde de Saro (Madrid, 21 de diciembre de 1951) es un antiguo diplomático español. Fue embajador de España en Indonesia.
Licenciado en Derecho, ingresó en 1977 en la carrera diplomática. Estuvo destinado en las representaciones diplomáticas españolas en Noruega, México y Portugal. Fue subdirector general de Relaciones Económicas Multilaterales, director general de Recursos Pesqueros en el Ministerio de Agricultura, Pesca y Alimentación, Subdirector general de Personal y segundo jefe en la Embajada de España en Washington. En 2000 fue nombrado director general de Política Exterior para Asia y Pacífico y en 2002 pasó a ocupar el puesto de embajador de España en la República de la India. De abril de 2008 a octubre de 2010 fue director general de Relaciones Económicas Internacionales y Asuntos Energéticos. Entre 20014 y 2016 fue director de la Oficina del Alto Comisionado del Gobierno para la Marca España. Ejerció el cargo de Cónsul General en Nueva York desde julio de 2016.